# هربرت لاوسون
هربرت لاوسون (انگلیسی: Herbert Lawson; ۱۲ آوریل ۱۹۰۵ – ۱۹۸۷ (۸۱−۸۲ سال)) بازیکن فوتبال اهل بریتانیا بود.
از باشگاه‌هایی که در آن بازی کرده‌است می‌توان به باشگاه فوتبال لوتون تاون، باشگاه فوتبال برنتفورد، و باشگاه فوتبال آرسنال اشاره کرد.